# کارآفرینی
کارآفرینی عبارت است از ایجاد یا استخراج ارزش اقتصادی به روش‌هایی که عموماً فراتر از حداقل میزان ریسک (که توسط یک کسب‌وکار سنتی فرض می‌شود) بوده و به‌طور بالقوه شامل ارزش‌هایی علاوه‌بر ارزش‌های تنها اقتصادی باشد.
کارآفرین فردی است که یک یا چند کسب‌وکار را ایجاد و یا در آن‌ها سرمایه‌گذاری می‌کند، بیشترین ریسک‌ها را متحمل می‌شود و از بیشترین پاداش‌ها نیز بهره‌مند می‌گردد. فرآیند راه‌اندازی یک کسب‌وکار به‌عنوان "کارآفرینی" شناخته می‌شود. کارآفرین معمولاً به‌عنوان یک نوآور، منبع ایده‌ها، کالاها، خدمات و کسب‌وکار یا رویه‌های جدید دیده می‌شود.
تعاریف محدودتر، کارآفرینی را به‌عنوان فرآیند طراحی، راه‌اندازی و اداره یک کسب‌وکار جدید، اغلب شبیه به یک کسب‌وکار کوچک، یا (بنابر فرهنگ واژگان کسب‌وکار) به‌عنوان "ظرفیت و تمایل به توسعه، سازماندهی و مدیریت یک سرمایه‌گذاری تجاری همراه با هرگونه ریسک آن برای کسب سود" توصیف کرده‌اند. افرادی که این کسب‌وکارها را ایجاد می‌کنند اغلب به‌عنوان "کارآفرین" شناخته می‌شوند.
در حوزه اقتصاد، اصطلاح کارآفرین برای نهادی استفاده می‌شود که توانایی تبدیل اختراعات یا فناوری‌ها به محصولات و خدمات را دارد. در این معنا، کارآفرینی فعالیت‌هایی را از سوی شرکت‌های تأسیس‌شده و کسب‌وکارهای جدید توصیف می‌کند.

## فرایند کارآفرینی
در فرایند کارآفرینی، یک کسب و کار راه‌اندازی می‌شود و با استفاده از ایده‌های خلاقانه و نوآورانه، مدل‌های کسب و کاری نوین ایجاد می‌شود. این فرایند، به عنوان یکی از عوامل مهم توسعهٔ اقتصادی در بسیاری از کشورها شناخته شده است و بسیاری از دانشگاه‌ها و مؤسسات آموزشی دوره‌هایی در این زمینه ارائه می‌دهند. با این حال، هدف از کارآفرینی تنها رشد و سوددهی نیست؛ خلق ارزش و ایجاد اشتغال نیز از اهداف مهم این فرایند محسوب می‌شوند.
لازم است تأکید شود که عبارت «فرایند کارآفرینی“، با استفاده از اصطلاح “فرایند»، به معنای ضروری بودن پی‌درپی و ترتیب مشخصی برای مراحل کارآفرینی نیست. در واقع، این مراحل ممکن است با توجه به شرایط و نیازهای شخص کارآفرینی، به ترتیبی متفاوت از هم انجام شوند. برای مثال، فرد کارآفرین ممکن است در مرحله ایده‌یابی و ارزیابی فرصت قرار داشته باشد، اما هنوز تصمیم نگرفته باشد که به کارآفرینی بپردازد و همچنان به کسب و کار قبلی خود ادامه دهد. سپس به دلیل رویدادی خاص، ممکن است به پیاده‌سازی ایده‌ای که پیشتر در ذهنش شکل گرفته بپردازد. به علاوه، ساختار حقوقی و تأمین منابع نیز همیشه به ترتیب خاصی پیگیری نمی‌شوند. در برخی موارد، ساختار حقوقی باید ابتدا شکل بگیرد تا بتوان به تأمین منابع (مانند دریافت وام بانکی) پرداخت. در موارد دیگر، تأمین منابع ممکن است به عنوان پیشنیاز شکل‌گیری نطفهٔ اولیهٔ شرکت (مانند اجاره دفتر و اخذ مجوز فعالیت) در نظر گرفته شود.

## ارتباط با نوآوری
یوزف شومپیتر فرایند کارآفرینی را «تخریب خلاق» می‌نامد. به عبارت دیگر ویژگی تعیین‌کننده در کارآفرینی همانا انجام کارهای جدید یا ابداع روش‌های نوین در امور جاری است. ژورف شومپیتر که از او به عنوان پدر کارآفرینی یاد می‌کنند، واژه نوآوری را به کارآفرینی پیوند می‌دهد. به عبارت دیگر ویژگی تعیین‌کننده در کارآفرینی انجام کارهای جدید یا ابداع روش‌های نوین در امور جاری می‌داند. از نظر او نوآوری در هر یک از زمینه‌های ذیل کارآفرینی محسوب می‌شود.
1. ارائه کالای جدید
2. ارائه روش جدید در فرایند تولید
3. گشایش بازاری جدید
4. یافتن منابع جدید
5. ایجاد هر گونه تشکیلات جدید در صنعت

## انواع کارآفرینی
چهار نوع اصلی کارآفرینی را می‌توان به دسته‌های کار آفرینی کسب و کارهای کوچک، کارآفرینی استارتاپ‌های مقیاس‌پذیر، کار آفرینی شرکت‌های بزرگ و کار آفرینی اجتماعی اشاره داشت. از منظر دیگری کارآفرینی به دو نوع کارآفرینی تقلیدی و کارآفرینی ابتکاری تقسیم می‌شود. همچنین می‌توان کارآفرینی را بر مبنای گروه‌های مختلفی که به این مقوله پرداخته‌اند تقسیم‌بندی کرد و کارآفرینی اقتصادی، کارآفرینی روان‌شناسی، کارآفرینی اجتماعی و کارآفرینی مدیریت تقسیم‌بندی نمود.
کارآفرینی کسب و کارهای کوچک
کار آفرینی کسب و کارهای کوچک، فرآیندی است برای شروع یک کسب و کار با فرض اینکه قصد ندارید در آینده آن را به یک شرکت بزرگ تبدیل کنید. با نگاهی دقیق‌تر به این نوع کارآفرینی، به وضوح مشخص است که کسب و کارهای کوچک به نوعی امتداد زندگی کارآفرینان هستند. رستوران‌دار، فروشنده کتاب، مربی تناسب اندام و …، همه جزو کارآفرینانی محسوب می‌شوند که تصمیم گرفته‌اند، علایق یا مهارت‌هایشان را در مقیاسی کوچک به مشتریان ارائه دهند.
اگرچه ممکن است که صاحبان کسب و کارهای کوچک نیز از وام و کمک‌های مالی استفاده کنند، اما اولویت اول آنها، استفاده از منابع مالی شخصی است. شاید همین استقلال‌طلبی ایت که کارآفرینی مشاغل کوچک را از دیگر انواع کارآفرینی متمایز می‌سازد.
کار آفرینی استارتاپ‌های مقیاس‌پذیر
استارتاپ‌های مقیاس پذیر، معمولاً به دنبال نوآوری هستند. این نوع کارآفرینی را می‌توان به عنوان یک مدل کسب و کار تعریف کرد که در آن یک فرد یا گروهی از افراد، توسط یک ایده تجاری منحصر به فرد پیش می‌روند. شرکت‌های بنانهاده در سیلیکون ولی را می‌توان یک نمونه عینی آن در نظر گرفت.
استارتاپ‌هایی مثل گوگل نیز زمانی بسیار کوچک بودند و با سرمایه‌ای اندک شروع به کار کردند. با این حال به سرعت گسترش یافته و منجر به کسب سودهای بزرگ شده‌اند.
کارآفرینی شرکت‌های بزرگ
کارآفرینی شرکت‌های بزرگ به شرکت‌هایی گفته می‌شود که چرخه عمر محدودی دارند. این نوع شرکت‌ها می‌توانند با تولید محصولات جدید یا ارائه خدمات بیشتر، در اطراف شرکت اصلی رشد می‌کنند. به عنوان مثال، یک تولیدکننده شلوار جین ممکن است تصمیم بگیرد که شروع به فروش کوله پشتی، کلاه یا کفش کند.
این نوع کارآفرینی مبتنی بر ایجاد فرصت‌های جدید برای گسترش دامنه فعالیت شرکت و باقی ماندن در رقابت با رقبا است. به عبارت دیگر، این نوع کار آفرینی با سایر مدل‌های نامبرده شده در این لیست تفاوت دارد، زیرا که متکی بر یک سرمایه‌گذاری جدید نیستند. در واقع، انگیزه شرکت‌های بزرگ از کارآفرینی‌های این چنینی، می‌تواند ناشی از فشارهای بیرونی برای تکامل یا پیشرفت‌های تکنولوژی باشد.
کارآفرینی اجتماعی
کار آفرینی اجتماعی بر ایجاد محصولات یا خدماتی متمرکز است که برای جامعه منفعت دارند. این افراد برای بهبود دنیا کار می‌کنند و این مأموریت را سرلوحه تفکرات خود دارند، حتی اگر تجارتشان سود دهی خوبی داشته باشد.
اخیراً رسانه‌ها به کارآفرینی اجتماعی، خصوصاً کسب و کارهایی که مبتنی بر حفظ محیط زیست هستند توجه بیشتری دارند. نقل قول معروفی از دیوید بورنشتاین -روزنامه‌نگار- در رابطه با کارآفرینی اجتماعی وجود دارد که بیان می‌کند: «هرچه کارآفرینان تجاری برای بهبود اقتصاد تلاش می‌کنند، کار افرینان اجتماعی به دنبال تغییرات اجتماعی هستند. آنها افراد خلاقی هستند که وضعیت موجود را زیر سؤال برده و از فرصت‌های موجود استفاده می‌کنند. آن‌ها از تسلیم شدن سرباز می‌زنند و جهان را به سمت بهتر شدن حرکت می‌دهند.» فضای کسب و کار در حال تغییر است و مصرف‌کنندگان حالا بیشتر از هر زمان دیگری در جستجوی محصولاتی هستند که استاندارهای اخلاقی و مسئولیت‌های اجتماعی را دنبال می‌کنند.

## جنسیت
هرچند جنسیت کارآفرینان در اکثر کشورها را مردان تشکیل می‌دهند لیکن لازم است ذکر شود در کشورهای آلمان، روسیه، مالزی، ونزوئلا تعداد زنان با اختلاف ناچیزی کمتر از مردان می‌باشد. این درحالی است که در کشورهای تونگا، برزیل و گواتمالا تعداد زنان کارآفرین بیشتر از مردان بوده است؛ در ایران حدود ۴۰ درصد کارآفرینان زنان بوده‌اند.
زن کارآفرین به زنی اطلاق می‌شود که با استفاده از توانمندی‌ها و تفکر کارآفرینانه خود، اقدام به راه‌اندازی و مدیریت کسب‌وکار می‌کند. این زنان معمولاً با چالش‌های متعددی مواجه هستند، از جمله موانع فرهنگی و اجتماعی، اما با اراده و خلاقیت خود می‌توانند بر این موانع غلبه کنند. کارآفرینی زنان نه تنها به ایجاد شغل و رونق اقتصادی کمک می‌کند، بلکه به ایجاد تغییرات اجتماعی و فرهنگی مثبت نیز منجر می‌شود.
زنان کارآفرین با ایجاد شبکه‌های حمایتی و همکاری با یکدیگر، به توانمندسازی خود و دیگران کمک می‌کنند. در کشورهای در حال توسعه، این زنان به عنوان کاتالیزورهای توسعه و پیشرفت شناخته می‌شوند و نقش مهمی در ارتقای وضعیت اقتصادی خانواده‌ها و جوامع ایفا می‌کنند. زنان کارآفرین به عنوان نیروی محرکه‌ای در توسعه اقتصادی و اجتماعی، به ویژه در مناطق روستایی، نقش مهمی ایفا می‌کنند. تاب‌آوری این زنان، که به معنای توانایی آنها در مقابله با چالش‌ها و مشکلات است، به موفقیت‌های کارآفرینانه آنها کمک می‌کند.